# Ursinae
Ursinae è una sottofamiglia della famiglia Ursidae, nominata da Swainson (1835), sebbene, probabilmente, nominata prima da Hunt (1998). Fu assegnata a Ursidae da Bjork (1970), Hunt (1998) e Jin et al. (2007).. La comparsa dei primi rappresentanti della sottofamiglia risale al Miocene medio (circa 15-12.5 milioni di anni fa).

## Classificazione
L'orso labiato (gen. Melursus) e l'orso malese (gen. Helarctos) sono talvolta anch'essi inclusi nel genere Ursus. Al contrario, originariamente, l'orso nero asiatico e l'orso polare aveva un proprio genere, rispettivamente Selenarctos e Thalarctos; tuttavia oggi sono classificati al rango di sottogeneri. Il più antico rappresentante degli Ursinae sembrerebbe essere Aurorarctos, del Miocene medio del Nordamerica.
- Sottofamiglia Ursinae Fischer de Waldheim, 1817
  - Genere Ursus Linnaeus, 1758
    - Specie † Ursus abstrusus (Bjork, 1970)
    - Specie Ursus americanus (Pallas, 1780) – Orso nero americano
    - Specie Ursus arctos Linnaeus, 1758 – Orso bruno
    - Specie † Ursus boeckhi Schlosser, 1899
    - Specie † Ursus deningeri Richenau, 1904
    - Specie † Ursus etruscus Cuvier, 1823
    - Specie † Ursus ingressus Rabeder, Hofreiter, Nagel & Withalm, 2004
    - Specie † Ursus kudarensis Baryshnikov, 1985
    - Specie Ursus malayanus? (Raffles, 1821) – Orso malese
    - Specie Ursus maritimus Phipps, 1774 – Orso polare
    - Specie † Ursus minimus (Devèze & Bouillet, 1827)
    - Specie † Ursus rossicus Borissiak, 1930
    - Specie † Ursus spelaeus Rosenmüller, 1794 - Orso delle caverne
    - Specie † Ursus theobaldi Lydekker, 1884
    - Specie Ursus thibetanus (Cuvier, 1823) – Orso dal collare o tibetano
    - Specie Ursus ursinus? (Shaw, 1791) – Orso labiato
    - Specie † Ursus yinanensis Li, 1993

Sono stati osservati anche numerosi ibridi in natura, soprattutto tra orsi neri americani, orsi bruni e orsi polari (vedi Ursidi ibridi).